# Huawei MediaPad 10 FHD
MediaPad 10 FHD — планшетный компьютер компании Huawei, дальнейшее развитие линейки MediaPad. Аббревиатура «FHD» расшифровывается как Full High Definition, что подразумевает возможность планшета в полной мере обрабатывать мультимедиа потоки высокой чёткости. На момент анонса планшет был одним из немногих устройств с FullHD-экраном, базировался на четырёхъядерном процессоре собственной разработки и обладал лучшими массо-габаритными параметрами по сравнению с конкурирующими решениями.

## Презентация
26 февраля 2012 года, за день до открытия крупнейшей в мире выставки мобильной индустрии Mobile World Congress 2012, в так называемый «нулевой день», компании Huawei удалось привлечь внимание многочисленных IT-журналистов своими последними разработками. Среди показанных новинок был и 10-ти дюймовый планшет с передовыми характеристиками. 

Второй публичный показ гаджета компания провела на берлинской международной выставке IFA 2012. 

Официально в России в продажу планшет поступил во второй половине октября 2012 года.

## Аппаратное обеспечение
В основе устройства лежит собственная разработка компании — SoC HiSilicon K3V2, обладающая достаточной производительностью для обслуживания FullHD системы. Планировалось, что благодаря уникальному процессору планшет будет самым быстрым на момент выпуска, но из-за отсутствия должной драйверной поддержки некоторые конкурентные решения оказались более производительными. HiSilicon K3V2 превосходит процессор 1,4 ГГц NVIDIA Tegra 3 (согласно слайдам презентации), но уступает двухъядерному 1,5 ГГц Snapdragon MSM8960 (с Adreno 225) от Qualcomm и Samsung Exynos 4412. Процессор производится на мощностях компании TSMC по 40-нм техпроцессу. Он объединяет 4 ядра ARM Cortex-A9 с частотами 1,2 ГГц(или 1,4 ГГц) и графический ускоритель HTI 16 с 16-ю вычислительными блоками GC4000 от Vivante. Систему обслуживает 64-битный контроллер памяти.
Во всемирной паутине опубликованы результаты известных тестов, определяющих уровень производительности, согласно которым:
| Benchmark                                        | Результат                    |
| ------------------------------------------------ | ---------------------------- |
| Quadrant, points                                 | 4 493                        |
| NenaMark2 2.4, fps                               | 54,3                         |
| SunSpider 0.9.1, ms                              | 1 605                        |
| AnTuTu v2.9.3, points                            | 10 553                       |
| Vellamo, points                                  | 400 (Metal) / 1 275 (HTML 5) |
| GLBenchmark 2.5 Egypt Offscreen, fps             | 14                           |
| CF-Bench, points                                 | 12 952                       |
| Google V8 Ver. 7, points                         | 1 183                        |
| AndroBench 3 Sequential Read/Write 256KB, MB/sec | 41.84 / 7.32                 |
| Smartbench 2012, points                          | 3 318                        |
| Linpack single-thread/multi-thread, MFLOPS       | 39.581 / 92.268              |

Количество установленной оперативной памяти — 1 ГБ или 2 ГБ.
Полупроводниковый чип, ответственный за спутниковую навигацию, позволяет устройству взаимодействовать с двумя системами — GPS и ГЛОНАСС.
Приёмопередатчик мобильной связи поддерживает скорости скачивания/закачивания равные 84 / 42 Мб/сек (DC-HSPA+). Аппарат работает в мобильных сетях четвёртого поколения — LTE (максимальные скорости скачивания/закачивания равны соответственно 150 / 50 Мб/сек).
Различия в версиях:
| Версия         | S10-101w | S10-101u              | S10-101l              |
| -------------- | -------- | --------------------- | --------------------- |
| Поддержка WiFi | b/g/n    | b/g/n                 | b/g/n                 |
| Поддержка 3G   | Нет      | DC-HSPA+ (84/42 Мbps) | DC-HSPA+ (84/42 Мbps) |
| Поддержка LTE  | Нет      | Нет                   | LTE (150/50 Мbps)     |

Ёмкостной сенсорный экран, выполненный по технологии IPS, обладает плотностью точек на дюйм в 226 ppi, максимальной яркостью 280 нит и контрастностью 1132:1. Защиту экрана обеспечивает покрытие, выполненное по технологии Corning Gorilla Glass.
Основная 8-мегапиксельная камера поддерживает видеозапись 1080p Full HD, а фронтальная 1,3-мегапиксельная — 720p HD. Основная камера дополняется двойной светодиодной вспышкой и системой автофокуса с выбором точки прямо на экране в зоне видоискателя.
Для подачи питания на аппарат, а также для сопряжения его с другими устройствами используется 30-пиновый разъём — Huawei private connector, который позволяет девайсу сопрягаться с фирменным клавиатурным блоком (дополнительный аксессуар с аппаратной клавиатурой, тачпадом и двумя полноразмерными USB-разъёмами), а также иметь расширенный набор интерфейсов: VGA, HDMI, USB (USB-host) и Ethernet. В док-станции, превращающей планшет в нетбук, отсутствует дополнительная батарея.
Согласно данным производителя, благодаря механизмам оптимизации энергопотребления и ёмкости несъёмной батареи в 6 600 мА·ч (24.4 W·h) планшет способен проигрывать видео HD качества (720p) на протяжении 8-9 часов, а FHD-качества (1080p) — 6-7 часов. Веб-сёрфинг по Wi-Fi опустошает батарею устройства за 7 часов с небольшим. В режиме самой низкой яркости экрана и выключенных интерфейсах связи время работы аппарата может составлять более четырнадцати с половиной часов.
Корпус планшета полностью выполнен из алюминиевого сплава по технологии Unibody. Все внутренние компоненты закреплены на винтах и легко поддаются демонтажу отвёрткой.
Два встроенных динамика наделяют планшет стереозвучанием.

## Программное обеспечение
Операционной системой планшета является Android 4.0.4 Ice Cream Sandwich. Какой-либо интерфейсной оболочки не заявлено, но Huawei внёс некоторые программные изменения, призванные улучшить взаимодействие с гаджетом. Известен список предустановленных на планшет программ, среди которых есть игры Fruit Ninja и Riptide GP. 

До конца 2012 года производитель планировал выпустить обновление операционной системы до версии Android 4.1 Jelly Bean. Фактически оно вышло в конце февраля 2013 года.

## Конкуренты
- Apple new iPad[46][49][56]
- Samsung Galaxy Tab 10.1[57]
- Samsung Galaxy Note 10.1[31][42][56]
- ASUS Eee Pad Transformer Infinity TF700T[31][58]
- ASUS Eee Pad Transformer Infinity TF700KL[31][58]
- ASUS MeMO Pad FHD 10[59]
- Acer Iconia Tab A701[42][56][57]
- Lenovo IdeaTab K2[58]
- Sony Xperia Tablet Z[60]

## Интересные факты
Часть планшетов по заказу Huawei производится на мощностях компании Foxconn.
Установленный в планшете датчик Холла позволяет взаимодействовать с так называемыми умными обложками (Smart cover). Когда крышка обложки прикрывает экран, планшет переходит в спящий режим.
В конце ноября 2012 года для планшета была выпущена неофициальная прошивка на основе Android 4.1.2 Jelly Bean.
С планшета, обладающего модулем мобильной связи, по заявлениям производителя не удастся позвонить, но возможно отправить и принять SMS-сообщение. Тем не менее такая блокировка является программной и снимается некоторыми прошивками.
Вслед за другими производителями Huawei планирует выпустить планшетное устройство с поддержкой Windows 8. Таким устройством будет сам Huawei MediaPad 10 FHD или планшет на его основе.

## Критика устройства
- Сроки поступления планшета в продажу неоднократно сдвигались по отношению к первоначально анонсированным датам. Из-за производственных проблем[63] устройство опоздало на прилавки на 4 месяца. Это обстоятельство не позволило компании воспользоваться уникальным положением на рынке[24][35][37].
- Многие распространённые приложения не имеют оптимизации под оригинальный процессор HiSilicon K3V2 с графическим ускорителем GC4000, что сказывается на быстродействии программного обеспечения и отзывчивости оболочки[17][37].
- Оригинальный 30-пиновый разъём для питания и сопряжения обязывает пользоваться оригинальными аксессуарами[42][64].
- Несмотря на то, что основная камера и

- Huawei MediaPad 10 FHD (англ.). Huawei. — Страница на официальном сайте. Дата обращения: 20 июля 2012. Архивировано из оригинала 15 сентября 2012 года.ru